# Gutnicella
Gutnicella es un género de foraminífero bentónico de la subfamilia Hauraniinae, de la familia Hauraniidae, de la superfamilia Pfenderinoidea, del suborden Orbitolinina y del orden Loftusiida. Su especie tipo es Coskinolina (Meyendorffina) minoricensis. Su rango cronoestratigráfico abarca desde el Pliensbachiense (Jurásico inferior) hasta el Calloviense (Jurásico medio).

## Discusión
Clasificaciones previas incluían Gutnicella en la subfamilia Dictyoconinae, de la familia Orbitolinidae, de la superfamilia Orbitolinoidea, del suborden Textulariina del orden Textulariida o en el orden Lituolida.

## Clasificación
Gutnicella incluye a las siguientes especies:
- Gutnicella cayeuxi †
- Gutnicella minoricensis †